# Typhlodromalus peregrinus
Typhlodromalus peregrinus är en spindeldjursart som först beskrevs av Muma 1955.  Typhlodromalus peregrinus ingår i släktet Typhlodromalus och familjen Phytoseiidae. Inga underarter finns listade i Catalogue of Life.